# 亚细亚大观
《亚细亚大观》是由亞細亞寫真大觀社出版的照片集，其中大部分在中國境內拍攝。《亚细亚大观》收录的照片主要拍摄者为亚细亚写真大观社的社长岛崎役治，他在满铁在支持下，到中国各地进行拍摄，足迹遍布几乎中国所有省份，内容涵盖人文、地理、经济、军事等方面。该照片集被认为是提供给日本当局，协助日本侵华的情报。《亚细亚大观》共16辑，收錄约1,891張照片，照片的时间跨度从1924年到1940年，照片集每页贴有两张照片并附有日文说明及相关的背景材料介绍。